# Aphanolejeunea sintenisii
Aphanolejeunea sintenisii (Schiffn.) Grolle é uma hepática folhosa pertencente à família Lejeuneaceae.